# نايف العلياني
نايف العلياني مواليد 11 مارس 1994 في ، السعودية، هو لاعب كرة قدم سعودي يلعب في نادي عرعر.

## مسيرة اللاعب
لعب في نادي النهضة ونادي الصفا ونادي الحوراء ونادي عرعر.